# Editto regale di Tudhaliya IV
Il cosiddetto "Editto regale di Tudhaliya IV" o anche "I peccati della Terra del fiume Seha" è un testo del XIII secolo a.C. (attorno al 1235-1230) in lingua luvia nel quale il sovrano ittita Tudhaliya IV dà ragione dell'incoronazione di un re vassallo sul trono dello stato Arzawa chiamato Terra del fiume Seha. Il nome di questo re non è purtroppo leggibile.
Il testo sopravvissuto è molto breve e richiama in maniera sintetica l'intervento militare e la conquista condotta dal sovrano ittita Muršili II (1321-1295 nonno di Tudhaliya) del regno del fiume Seha, quasi due secoli prima; e della benevolenza e clemenza che i sovrani ittiti hanno sempre dimostrato da allora verso la famiglia regnante dello stato vassallo, nonostante le frequenti rivolte avvenute.
Di recente, narra Tudhaliya, (verosimilmente per la morte senza eredi del re di Seha Mashturi) un tale Tarhuna-Radu, con l'appoggio degli Ahhiyawa, si è appropriato del trono di Seha, usurpandolo alla casa regnante. Così Tudhaliya, narra il testo, è intervenuto in prima persona, ha inseguito il ribelle rifugiatosi sul Picco dell'Aquila, ha cinto d'assedio la montagna e lo ha catturato, "...deportando lui, le sue mogli ed i suoi figli nella terra di Hatti, presso Arinna, la città della Dea del sole".
Domata la rivolta 
"Io, Tudhaliya Tabarna, ho fatto re....., discendente di Muwa-Walwi"
Si tratta dell'ultimo testo che riferisce del coinvolgimento politico di Ahhiyawa nell'Ovest anatolico, nel tentativo di scalzare l'egemonia ittita col metodo della sobillazione e della rivolta, applicato altre volte in passato; è probabile che sia stato proprio nell'immediato seguito di questa vicenda che Tudhaliya IV, con l'appoggio delle forze della alleata Mira, abbia condotto l'assalto decisivo alla vicina città di Millawata/Mileto, la base Ahhiyawa nella zona, espugnandola e scacciando definitivamente l'avversario egeo dall'Anatolia (1235-1230 ca.).
Infatti nel cosiddetto Trattato di Shaushga-Muwa, successivo di pochi anni all'editto, stretto con il sovrano di Amurru dallo stesso Tudhaliya, il nome di Ahhiyawa inizialmente inserito nell'elenco dei Grandi Re è cancellato con una linea orizzontale; segno che una presenza significativa nel Vicino Oriente di questo "stato" si era definitivamente conclusa.